# 聖佩德羅諾拉斯科島
27°57′59″N 111°22′42″W / 27.96639°N 111.37833°W

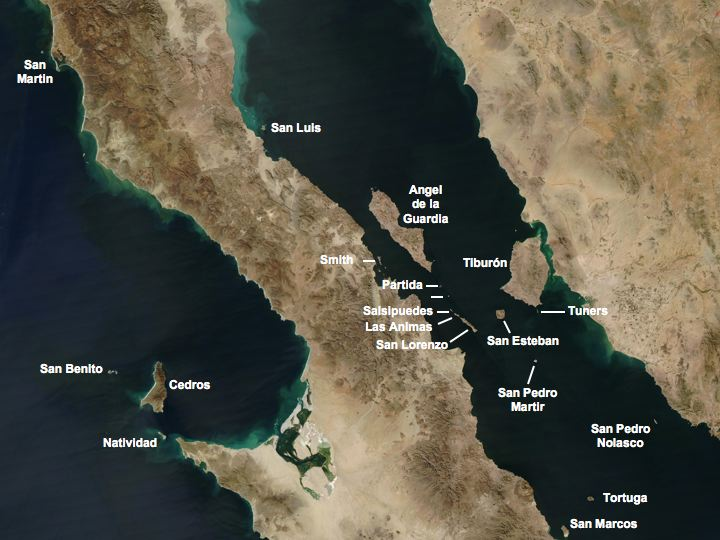

聖佩德羅諾拉斯科島是墨西哥的島嶼，位於加利福尼亞灣，由索諾拉州負責管轄，長4.2公里、寬1.2公里，面積3.5平方公里，最高點海拔高度362米，島上無人居住。